# 福建省水利厅
福建省水利厅是中华人民共和国福建省人民政府主管水利工作的组成部门。

## 组织机构

### 内设机构
1. 办公室
2. 政策法规处
3. 计划财务处
4. 水政水资源处（省节约用水办公室）
5. 水利建设处
6. 水利管理处
7. 农村水利处
8. 农村电气化处
9. 科技与外经处
10. 水土保持处
11. 省人民政府防汛抗旱指挥部办公室（安全监督处）
12. 人事教育处[1]

### 直属事业单位
- 福建省水利水电勘测设计研究院
- 福建省水利规划院
- 福建省水文水资源勘测局
- 福建省水利水电工程建设公司
- 福建省九龙江北溪管理局
- 福建省水利水电工程局有限公司
- 福建省水资源管理中心
- 福建省水利水电物资供应公司
- 福建省洪水预警报中心（福建省水利信息中心）
- 福建省水利经济技术开发公司
- 福建省水利建设中心
- 福建省供水公司
- 福建省水利管理中心
- 福建省大坝安全管理中心
- 福建省水利水电建设管理总站
- 福建省江河农村电气化发展有限公司
- 福建省水政监察总队
- 福建省水利投资公司
- 福建省水土保持试验站
- 福建省闽水招标代理有限公司
- 福建省水土保持监督站
- 福建省闽源水电发展有限公司
- 福建省水利水电干部学校
- 福建省中水电发展有限公司
- 福建省水利水电科学研究院
- 福建省银水经济发展有限公司
- 福建省水利经济管理中心
- 福建水利电力职业技术学院
- 福建省水利开发管理中心
- 福建省水电机械修造厂
- 福建省围垦工程处[2]

## 历任厅长
1. 刘道崎（2011年7月－2013年3月）
2. 魏克良（2013年3月－2015年3月）
3. 尤猛军（2015年3月－2016年9月）
4. 赖军（2016年9月－2021年10月）
5. 刘琳（2016年10月－2023年2月）
6. 叶敏（2023年2月－）